# Batismo de sangue
Batismo de sangue (traducibile come "battesimo di sangue") è un film del 2006 diretto da Helvécio Ratton.
Il film è ispirato all'omonimo libro di Frei Betto che fu pubblicato, originariamente, nel 1983, e che vinse il Premio Jabuti.

## Trama
Narra degli scandali e delle torture commesse durante le dittature in Brasile. Molti oppositori del regime furono fatti, letteralmente, sparire. Ai più "fortunati" capitava di essere barbaramente torturati, con segni indelebili nella loro psiche e nel loro corpo. Uno di questi fu Frei Tito, che arrivò ad un livello tale di prostrazione e di pazzia da suicidarsi successivamente ad essersi rifugiato in Francia.

## Cast
- Caio Blat - Frei Tito
- Daniel de Oliveira - Frei Betto
- Cássio Gabus Mendes - Agente Fleury, il torturatore
- Ângelo Antônio - Frei Oswaldo
- Léo Quintão - Frei Fernando
- Odilon Esteves - Frei Ivo
- Marcélia Cartaxo - Nildes
- Marku Ribas - Carlos Marighella
- Murilo Grossi - Raul Careca, poliziotto
- Renato Parara - Pudim, poliziotto
- Jorge Emil - Priore dei Domenicani
- Cynthia Falabella - Jana